# Elektronegativita

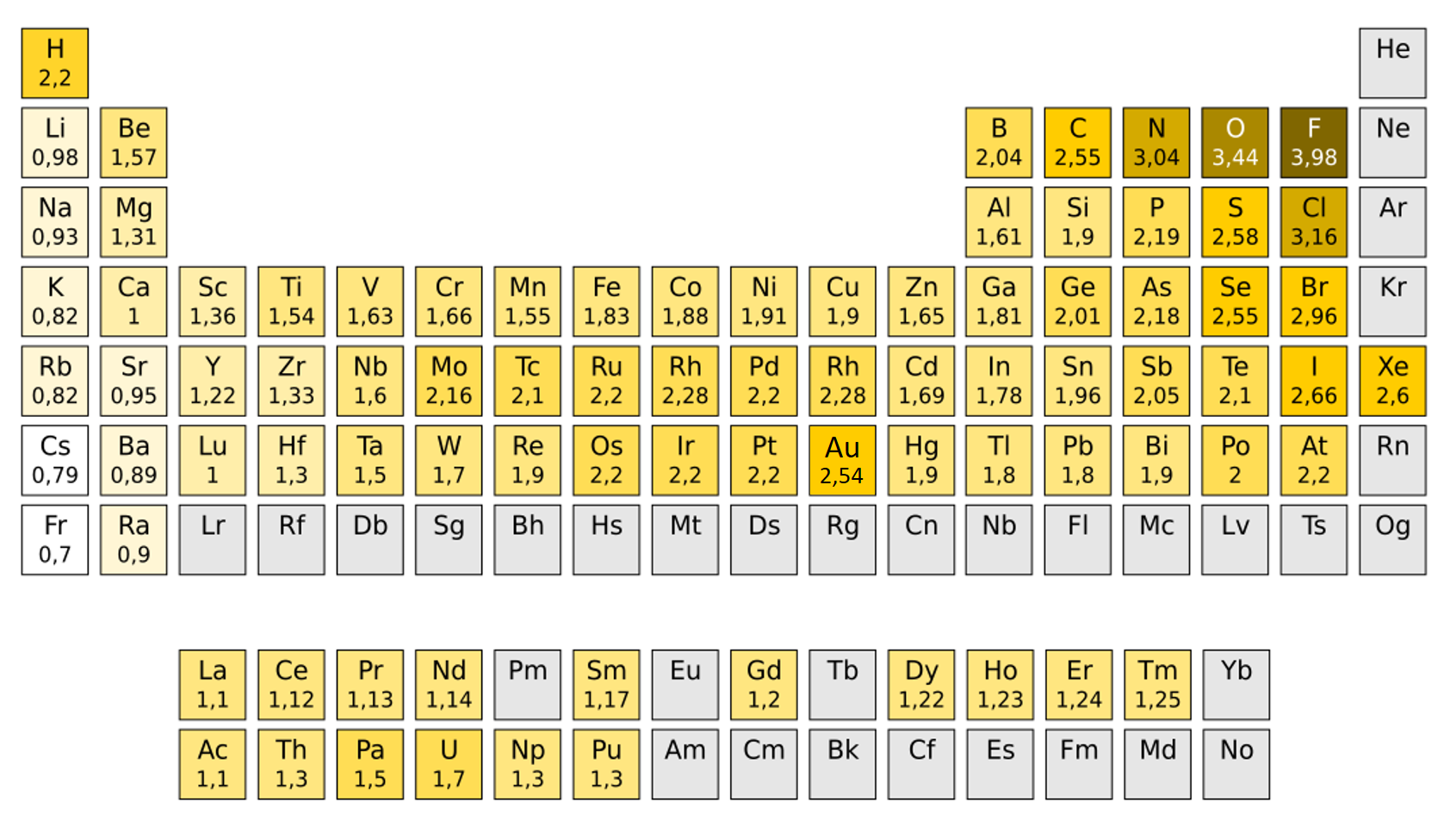
PSP dle elektronegativit, nejvyšší disponuje fluor = 4,0

Elektronegativita je v chemii vlastnost atomu, vyjadřující jeho schopnost přitahovat vazebné elektrony. Elektronegativita atomu je ovlivněna jeho atomovým číslem a vzdáleností valenčních elektronů od nabitého jádra. Elektronegativita je opakem elektropozitivity, která určuje schopnost prvku darovat valenční elektrony.
Vyšší hodnoty elektronegativity mají ty prvky, které vznikem aniontu dosáhnou elektronové konfigurace následujícího vzácného plynu. Takové prvky se označují jako elektronegativní prvky.
Elektronegativita je bezrozměrná relativní veličina a značí se X (řecké písmeno chí). Za základ stupnice elektronegativity byla konvenčně zvolena elektronegativita vodíku XH = 2,20.

## Historie
Termín elektronegativita zavedl v roce 1811 Jöns Jacob Berzelius. Až v roce 1932 navrhl Linus Pauling stupnici elektronegativity. Elektronegativitu nelze přímo měřit a musí být vypočtena z jiných atomových nebo molekulárních vlastností. Vypočítává se jako průměr ionizační energie a elektronové afinity volného atomu. Není však vlastností samotného atomu, ale spíše vlastností atomu v molekule.

### Paulingova stupnice
Bylo navrženo několik metod výpočtu, a přestože mohou existovat malé rozdíly v číselných hodnotách elektronegativity, všechny metody vykazují stejné periodické trendy mezi prvky. Nejčastěji používanou metodou výpočtu je metoda původně navržená Linusem Paulingem, označovaná jako Paulingova stupnice (χr). Elektronegativita se pohybuje v relativním měřítku od 0,79 do 3,98. Vodík má hodnotu elektronegativity 2,20, cesium nejnižší hodnotu 0,79 a fluor nejvyšší 3,98.

## Polarita chemické vazby
Polarita chemické vazby mezi atomy je určena jejich schopností přitáhnout vazebný elektronový pár, tedy nestejnoměrným rozložením hustoty vazebného elektronového páru mezi vázanými atomy. Polarita chemické vazby je určena rozdílem elektronegativit (∆X) vázaných atomů. Vazebný elektronový pár je vždy více posunut k atomu o větší hodnotě elektronegativity. Vazby rozlišujeme podle rozdílu elektronegativity na nepolární, polární a iontové.
Nepolární (rozdíl elektronegativity je menší než 0,4)
Jestliže je hustota vazebného elektronového páru mezi oběma vazebnými atomy rozložena rovnoměrně, je jejich chemická vazba nepolární. Vazebný elektronový pár je atomy sdílen.
Například v molekule fluoru F2 je vazba tvořena jedním vazebným elektronovým párem. Tento vazebný pár je k oběma atomům přitahován stejnou silou, protože oba atomy mají stejnou elektronegativitu (4,0). Rozdíl elektronegativit je ∆X = 0. Výsledkem je stejnoměrné rozložení hustoty vazebného elektronového páru mezi oběma atomy fluoru.
Polární (rozdíl elektronegativity je 0,4 – 1,7)
Jestliže je hustota vazebného elektronového páru rozložena mezi dvěma vazebnými atomy nestejnoměrně, ale stále ještě jsou vazebné elektrony sdíleny, je jejich chemická vazba polární.
V molekule kyseliny chlorovodíkové HCl přitahuje atom chloru vazebný elektronový pár větší silou (XCl = 3,0) než atom vodíku (XH = 2,1). Rozdíl elektronegativit je ∆X = 0,9. Proto dochází k nestejnému rozložení elektronového páru mezi atomy vodíku a chloru. Tím na atomu chloru o větší elektronegativitě vzniká částečný záporný náboj, zatímco na atomu vodíku o menší elektronegativitě vzniká částečný kladný náboj. 
Iontová (rozdíl elektronegativity je větší než 1,7)
Jestliže je hustota vazebného elektronového páru mezi dvěma vazebnými atomy zcela posunuta k jednomu z atomů, nazývá se chemická vazba mezi nimi vazba iontová. Taková vazba je tvořena dvěma odlišně nabitými ionty.
V molekule chloridu sodného NaCl je rozdíl elektronegativit atomů již tak velký, že vzniklá vazba je extrémně polární. Atom sodíku má elektronegativitu XNa = 0,93 a chlor XCl = 3,16, rozdíl je ∆X = 2,23. Vzniká tak vazba mezi dvěma ionty Na+Cl−.

## Tabulka elektronegativit prvků
| Skupina     | 1       | 2       | 3       | 4       | 5       | 6       | 7       | 8       | 9       | 10      | 11      | 12      | 13      | 14      | 15      | 16      | 17      | 18      |
| Perioda     |         |         |         |         |         |         |         |         |         |         |         |         |         |         |         |         |         |         |
| 1           | H 2.20  |         |         |         |         |         |         |         |         |         |         |         |         |         |         |         |         | He 3.89 |
| 2           | Li 0.98 | Be 1.57 |         |         |         |         |         |         |         |         |         |         | B 2.04  | C 2.55  | N 3.04  | O 3.44  | F 3.98  | Ne 3.67 |
| 3           | Na 0.93 | Mg 1.31 |         |         |         |         |         |         |         |         |         |         | Al 1.61 | Si 1.90 | P 2.19  | S 2.58  | Cl 3.16 | Ar 3.3  |
| 4           | K 0.82  | Ca 1.00 | Sc 1.36 | Ti 1.54 | V 1.63  | Cr 1.66 | Mn 1.55 | Fe 1.83 | Co 1.88 | Ni 1.91 | Cu 1.90 | Zn 1.65 | Ga 1.81 | Ge 2.01 | As 2.18 | Se 2.55 | Br 2.96 | Kr 3.00 |
| 5           | Rb 0.82 | Sr 0.99 | Y 1.22  | Zr 1.33 | Nb 1.6  | Mo 2.16 | Tc 1.9  | Ru 2.2  | Rh 2.28 | Pd 2.20 | Ag 1.93 | Cd 1.69 | In 1.78 | Sn 1.96 | Sb 2.05 | Te 2.1  | I 2.66  | Xe 2.6  |
| 6           | Cs 0.79 | Ba 0.89 | *       | Hf 1.3  | Ta 1.5  | W 2.36  | Re 1.9  | Os 2.2  | Ir 2.20 | Pt 2.28 | Au 2.54 | Hg 2.00 | Tl 1.62 | Pb 2.33 | Bi 2.02 | Po 2.0  | At 2.2  | Rn 2.2  |
| 7           | Fr 0.7  | Ra 0.9  | **      | Rf      | Db      | Sg      | Bh      | Hs      | Mt      | Ds      | Rg      | Cn      | Nh      | Fl      | Mc      | Lv      | Ts      | Og      |
|             |         |         |         |         |         |         |         |         |         |         |         |         |         |         |         |         |         |         |
| Lanthanoidy | *       | La 1.1  | Ce 1.12 | Pr 1.13 | Nd 1.14 | Pm 1.13 | Sm 1.17 | Eu 1.2  | Gd 1.2  | Tb 1.1  | Dy 1.22 | Ho 1.23 | Er 1.24 | Tm 1.25 | Yb 1.1  | Lu 1.27 |         |         |
| Aktinoidy   | **      | Ac 1.1  | Th 1.3  | Pa 1.5  | U 1.38  | Np 1.36 | Pu 1.28 | Am 1.13 | Cm 1.28 | Bk 1.3  | Cf 1.3  | Es 1.3  | Fm 1.3  | Md 1.3  | No 1.3  | Lr 1.3  |         |         |